# Orlow-Revolte

Flagge der griechischen Aufständischen

Als Orlow-Revolte oder Orlofika (griechisch Ορλωφικά) werden die als Vorboten der Griechischen Revolution unternommenen Aufstände der Griechen gegen die osmanische Herrschaft im Jahre 1770 bezeichnet. Sie sind benannt nach den Brüdern Orlow, den Grafen Grigori, Alexei und Fjodor Orlow.

## Hintergrund
Aspindza – Nauplia – Orlow-Revolte – Çeşme – Larga – Cahul – Beirut – Patras – Kosludscha – Kertsch
Den Hintergrund bildete der Russisch-Türkische Krieg (1768–1774). Um das Osmanische Reich zu schwächen, entsann sich die russische Zarin Katharina II., wohl auf Initiative ihres Liebhabers Grigori Grigorjewitsch Orlow, der bereits unter Peter dem Großen gepflegten freundschaftlichen Beziehungen mit den orthodoxen Glaubensbrüdern in Griechenland. Sie entsandte Emissäre zu den regionalen griechischen Anführern wie Bischöfen, Klephten und Honoratioren, wie den Mavromichalis in der Mani oder Daskalogiannis auf Kreta. Viele Griechen sahen in den Russen das legendäre „xanthón génos“ (altgriechisch ξανθόν γένος, blonde Rasse), das ihnen die Befreiung bringen würde.

## Verlauf der Aufstände
1769 entsandte Katharina II. eine Flotte von 14 Kriegsschiffen, unter dem Kommando des Grafen Alexei und seines Bruders Fjodor Orlow ins Mittelmeer. Sie ging im Frühjahr 1770 vor Itylo vor Anker und regte die Bewohner der Halbinsel Mani und von Kalamata an, sich zu erheben. Zur Unterstützung der Aufständischen zu Lande wurde jedoch nur eine kleine Streitmacht russischer Soldaten abgesetzt. Auch in Epirus, auf den Kykladen und auf Kreta wurden Aufstände entfacht.
Insbesondere auf der Peloponnes waren die Aufständischen anfangs erfolgreich. Sie konnten Navarino und Mystras einnehmen, auch Messolongi und Patras. Als jedoch etwa 8.000 griechische Aufständische, verstärkt durch 50 russische Soldaten, gegen Tripoli vorrückten, bereiteten ihnen 15.000 kampferprobte Albaner, die die Osmanen zu ihrer Unterstützung rekrutiert hatten, eine schwere Niederlage, der sich ein Massaker anschloss, bei dem Tausende von Griechen hingemetzelt wurden; die geistlichen Anführer der Griechen wurden gepfählt. Auch die Belagerung von Koroni und Methoni blieb erfolglos. Patras wurde von der osmanisch-albanischen Streitmacht zurückerobert und niedergebrannt, ebenso Mystras, sodass die Erhebung der Peloponnes nach wenigen Monaten zusammenbrach. Ein gleiches Schicksal erlitt der Aufstand auf Kreta unter Daskalogiannis und die Aufstände in den anderen Landesteilen.

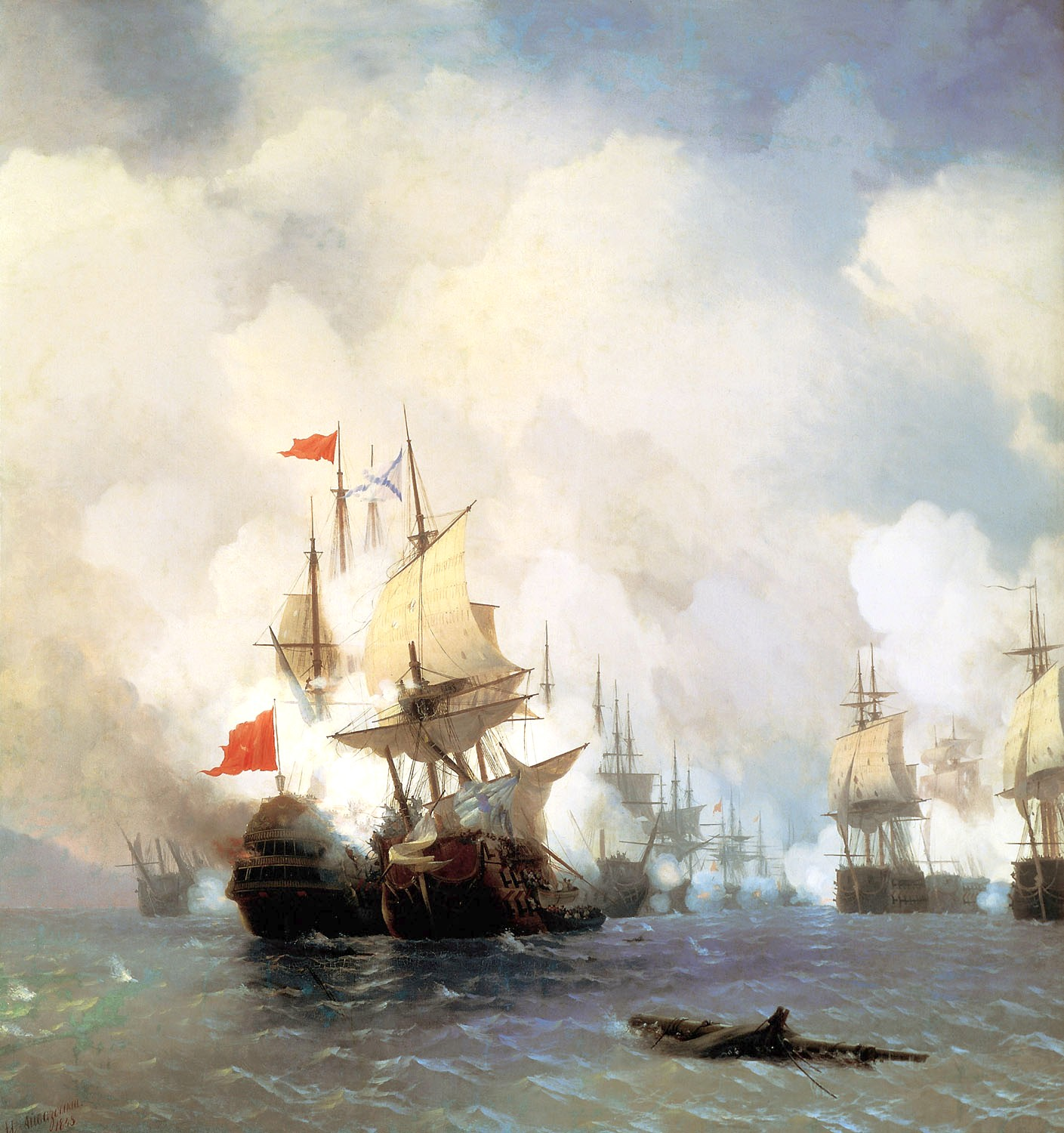
Iwan Aiwasowski: Die Schlacht von Chios, 24. Juni 1770 (1848)

Unterdessen segelte die russische Flotte weiter in die Ägäis und errang Anfang Juli in der Seeschlacht von Çeşme einen wichtigen Sieg gegen die Osmanen, der einen wichtigen Meilenstein auf dem Weg zum Frieden von Küçük Kaynarca darstellte, in dem die Hohe Pforte ihre Niederlage eingestand.

## Ergebnisse
So erfolgreich die Orlofika für Russland war, so enttäuschend war sie aus Sicht der Griechen. Diese hatten sich eine größere russische Unterstützung erhofft, waren nun aber grausamen Repressalien der osmanischen Herrschaft ausgesetzt. Der Frieden von Küçük Kaynarca brachte ihnen keine direkten Vorteile. Im Rahmen seiner Süd-Expansion war Russland indes zur Protektoratsmacht der im Osmanischen Reich lebenden Christen geworden und zu einem Machtfaktor im Mittelmeer. In ihrem späteren Freiheitskampf sollte das den Griechen noch einen Vorteil verschaffen.